# NGC 5060
NGC 5060 је спирална галаксија у сазвежђу Девица која се налази на NGC листи објеката дубоког неба.
Деклинација објекта је + 6° 2' 14" а ректасцензија 13h 17m 16,3s. Привидна величина (магнитуда) објекта NGC 5060 износи 13,3 а фотографска магнитуда 14,1. NGC 5060 је још познат и под ознакама UGC 8351, MCG 1-34-15, CGCG 44-53, IRAS 13147+0618, PGC 46278.